# Публий Помпоний Грецин
Пу́блий Помпо́ний Греци́н (лат. Publius Pomponius Graecinus; умер в 38 году) — политический деятель эпохи ранней Римской империи.

## Биография

### Гражданско-политическая карьера
Грецин происходил из умбрийского города Игувий, по всей видимости, из плебейской семьи; впрочем, о его предках нет никаких сведений. Брат Грецина —  Луций Помпоний Флакк был ординарным консулом 17 года.
В 16 году он занимал должность консула-суффекта совместно с Гаем Вибием Руфом Руфином. 
С 21 года вплоть до своей смерти в 38 году Грецин входил в состав жреческой коллегии арвальских братьев.
Помпоний Грецин был образованным человеком, другом и покровителем поэта Овидия: одна из любовных элегий последнего адресована Грецину. Будучи в ссылке, Овидий посвятил Помпонию три стихотворения из своих «Писем с Понта». Тот факт, что он просит Грецина и его брата, Луция Помпония Флакка, о заступничестве перед императором Августом, указывает на то, что Грецин имел некоторое влияние при дворе.

### Семья и потомки
Предположительно, одной из жён Публия Помпония являлась небезызвестная Вестилия. Известно, что у Грецина было двое детей: сын, носивший такое же имя, и дочь, Помпония Грецина, супруга завоевателя Британии Авла Плавтия.